# Joseph-Frédéric Saivet
Pour les articles homonymes, voir Saivet.
Frédéric Saivet, né le 13 août 1828 à Lectoure (Gers) et mort le 30 juin 1877 à Espira-de-l'Agly (Pyrénées-Orientales), est un ecclésiastique français, évêque de Mende de 1872 à 1876, puis évêque de Perpignan de 1876 à sa mort en 1877.

## Biographie
Frédéric Saivet est né dans le Gers, certainement à Lectoure en août 1828. Il est abandonné devant l'hôpital de la commune le 13 du mois.
Il entre au séminaire d'Auch en 1842, puis au grand séminaire en 1846, et poursuit ensuite son diaconat à Poitiers. Il a son premier poste à Paris. Ordonné prêtre en 1851 il rejoint son ancien professeur, Antoine-Charles Cousseau, à Angoulême, où ce dernier est devenu évêque. À Angoulême, il est chanoine, archiprêtre et enseigne la philosophie au grand séminaire. Il est ensuite envoyé à Rome avant de revenir à Angoulême.
À la fin de l'année 1872 il est nommé évêque de Mende. Comme il est de santé fragile, il supporte mal le climat lozérien, mais se plait dans ce diocèse, appréciant surtout sa cathédrale. Après quatre ans d'épiscopat, il est transféré à Perpignan, mais meurt l'année suivante.
Il est inhumé en la cathédrale de Perpignan.

## Armes
D'azur à la Vierge de Lourdes d'argent posée sur une montagne du même, adextrée au pied d'une église d'or.

### Sources et références
1. ↑  Comte de Saint Saud, Armorial des prélats français du XIXe siècle, Paris, 1906, H. Daragon, 415p., p. 115. Consultable sur Gallica.